# Курвино
Ку́рвино — деревня в Лотошинском районе Московской области России.
Относится к Ошейкинскому сельскому поселению, до реформы 2006 года относилась к Ушаковскому сельскому округу. По данным Всероссийской переписи 2010 года численность постоянного населения деревни составила 7 человек (3 мужчин, 4 женщины).

## География
Расположена рядом с автодорогой Р107 Клин — Лотошино, на правом берегу безымянного притока реки Лоби, примерно в 5 км к югу от районного центра — посёлка городского типа Лотошино. В деревне три улицы. Ближайшие населённые пункты — деревни Ушаково и Агнищево.

## Исторические сведения
До 19 марта 1919 года входила в состав Кульпинской волости Волоколамского уезда Московской губернии, после чего была присоединена к Лотошинской волости.
По сведениям 1859 года в деревне было 8 дворов, проживало 59 человек (27 мужчин и 32 женщины), по данным на 1890 год число душ деревни составляло 17.
По материалам Всесоюзной переписи населения 1926 года проживало 80 человек (31 мужчина, 49 женщин), насчитывалось 16 крестьянских хозяйств.

## Население
| 1852 | 1859 | 1926 | 2002 | 2006 | 2010 |
| ---- | ---- | ---- | ---- | ---- | ---- |
| 43   | ↗59  | ↗80  | ↘8   | ↘6   | ↗7   |